# Typopeltis magnificus
Espèce
Typopeltis magnificus est une espèce d'uropyges de la famille des Thelyphonidae.

## Distribution
Cette espèce est endémique du Laos. Elle se rencontre vers Ban Phôungam-Mai.

## Publication originale
- Haupt, 2004 : A new species of whipscorpion from Laos (Arachnida: Uropygi: Thelyphonidae). Senckenbergiana Biologica, vol. 83, no 2, p. 151-155.